# Hartmann-Zahl
Die Hartmann-Zahl ({\displaystyle {\mathit {Ha}}}) ist eine dimensionslose Kennzahl von Fluiden, das heißt von Gasen oder Flüssigkeiten. Sie ist definiert als Verhältnis zwischen magnetisch induzierten und viskosen Reibungskräften.
Die Hartmann-Zahl (englisch Hartmann number) – benannt nach dem dänischen Physiker Julius Hartmann (1881–1951) – spielt bei der Berechnung und Charakterisierung von Plasmen, wie sie beispielsweise in der Magnetohydrodynamik auftreten, eine wichtige Rolle.

## Definition
{\displaystyle {\it {Ha}}=B\cdot L\cdot {\sqrt {\frac {\sigma }{\mu }}}}
- {\displaystyle B} – Magnetische Flussdichte
- {\displaystyle L} – Charakteristische Länge des Systems
- {\displaystyle \sigma } – Elektrische Leitfähigkeit
- {\displaystyle \mu } – dynamische Viskosität

Das Quadrat der Hartmann-Zahl ergibt die Chandrasekhar-Zahl {\displaystyle Q}:
{\displaystyle {\mathit {Ha}}^{2}=Q}